# قرع المعكرونة

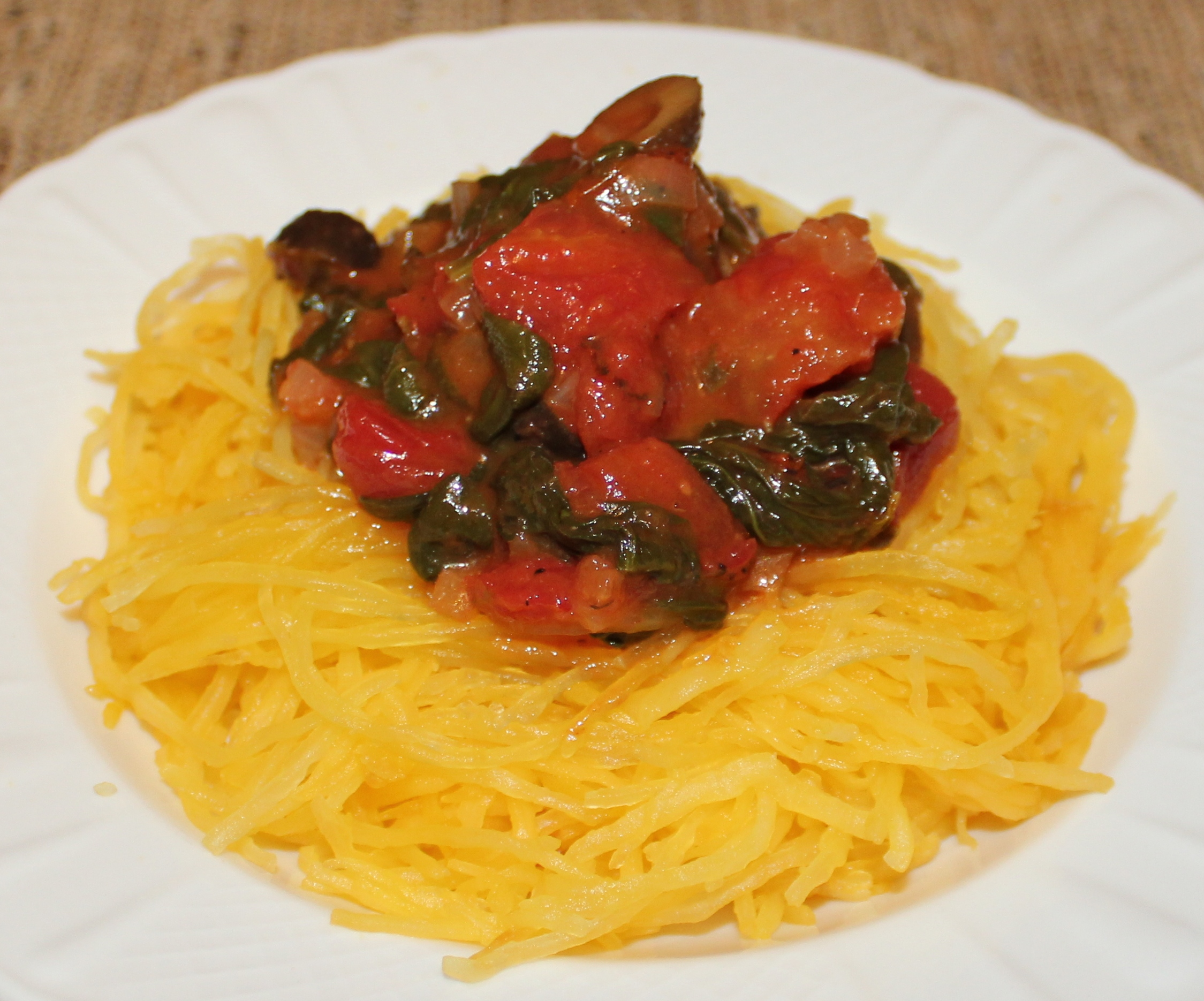
قرع المعكرونة

قرع المعكرونة هي مجموعة من الضروب المستنبتة للقرع البلدي.  ويأتي بأشكال وأحجام وألوان متنوعة، فمن ألوانه العاجي والأصفر والبرتقالي، البرتقالي يحتوي على أكبر كمية من الكاروتين. يوجد العديد من البذور الكبيرة داخل القرع. عندما يكون نيئًا، يكون صلبًا ويشبه القرع النيء. ولكن عند طهيه يسهل انتزاع لب الثمرة على شكل شرائط أو خيوط تشبه للسباجيتي ويمكن استخدامها بديلًا لها.

## تحضير
يمكن تحضير قرع المعكرونة بعدة طرق، فيمكن أكله نيء أو مسلوقًا أو مشويًا أو مبخرًا. ويمكن إضافته للخضار واللحوم أو صنع حلوى به. بمجرد طهي قرع المعكرونة بالإمكان خرط لبه بالشوكة ما ينتج شكل شبيه بالسباغيتي التقليدية.

## القيمة الغذائية
يحتوي قرع المعكرونة على العديد من العناصر الغذائية منها حمض الفوليك والبوتاسيوم وبيتا كاروتين. وهو منخفض السعرات الحرارية، بمتوسط 42 سعرة حرارية لكل كوب (155 غرام) . 
| قرع المعكرونة، نيء                       | قرع المعكرونة، نيء                       |
| القيمة الغذائية لكل 100 غرام (3.5 أونصة) | القيمة الغذائية لكل 100 غرام (3.5 أونصة) |
| ---------------------------------------- | ---------------------------------------- |
| الطاقة                                   | 130 كيلو جول (31 كالوري)                 |
| كاربوهيدرات                              | 6.91 غرام                                |
| سكريات                                   | 2.76 غرام                                |
| الألياف الغذائية                         | 1.5 غرام                                 |
| الدهون                                   | 0.57 غرام                                |
| البروتين                                 | 0.64 غرام                                |
| الفيتامينات                              | الكمية الاحتياج اليومي                   |
| فيتامين أ                                | 6 ميكروغرام 1% 64 ميكروغرام 1%           |
| فيتامين ب1                               | 0.0037 ميليغرام 3%                       |
| فيتامين ب2                               | 0.018 ميليغرام 2%                        |
| فيتامين ب3                               | 0.95 ميليغرام 6%                         |
| فيتامين ب5                               | 0.36 ميليغرام 7%                         |
| فيتامين ب6                               | 0.101 ميليغرام 8%                        |
| فيتامين ب9                               | 12 ميكروغرام 3%                          |
| فيتامين ج                                | 2.1 ميليغرام 3%                          |
| فيتامين ه                                | 0.13 ميليغرام 1%                         |
|                                          |                                          |
| المعادن                                  | الكمية الاحتياج اليومي                   |
| كالسيوم                                  | 23 ميليغرام 2%                           |
| الحديد                                   | 0.31 ميليغرام 2%                         |
| المغنيسيوم                               | 12 ميليغرام 3%                           |
| الفسفور                                  | 12 ميليغرام 2%                           |
| بوتاسيوم                                 | 108 ميليغرام 2%                          |
| زنك                                      | 0.19 ميليغرام 2%                         |

## زراعة

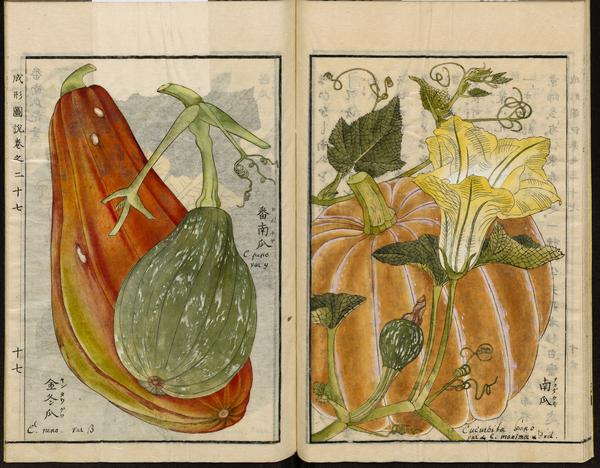
قرع المعكرونة (يسار) رسم توضيحي من الموسوعة الزراعية اليابانية

من السهل نسبيًا زراعة قرع المعكرونة حيث تزدهر في الحدائق أو الأواني. يعد قرع المعكرونة أحادي النوع، يوجد أزهار من الذكور والإناث على نفس النبات.[بحاجة لمصدر] أزهار الذكور لها سيقان طويلة ورفيعة تمتد أعلى من الكرمة. الزهور الأنثوية أقصر ذات نمو دائري صغير تحت البتلات. يتحول هذا النمو الدائري إلى القرع إذا أُبِّرَت الزهرة بنجاح.[بحاجة لمصدر]

## الصور

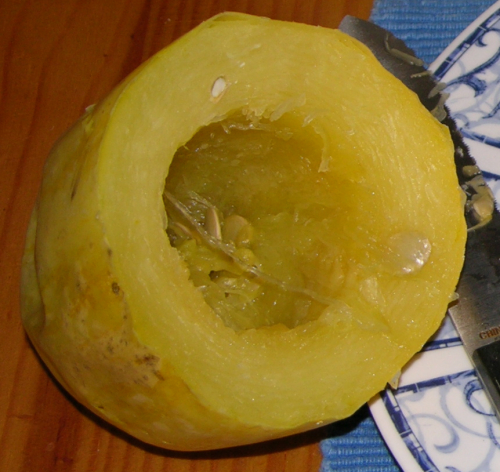
قرع المعكرونة مسلوق
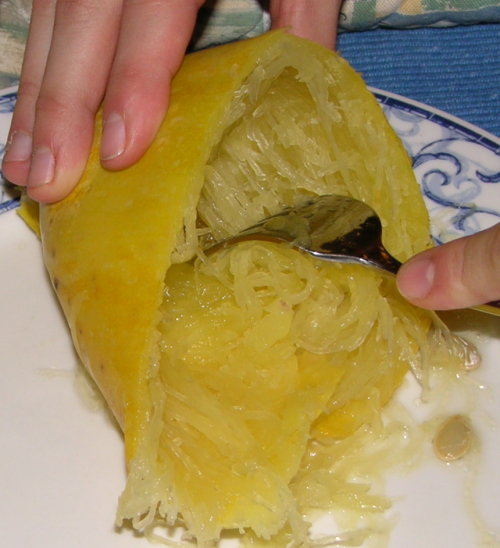
يُنزع اللب بالشوكة لتحضير شرائط شبيهة بالمعكرونة
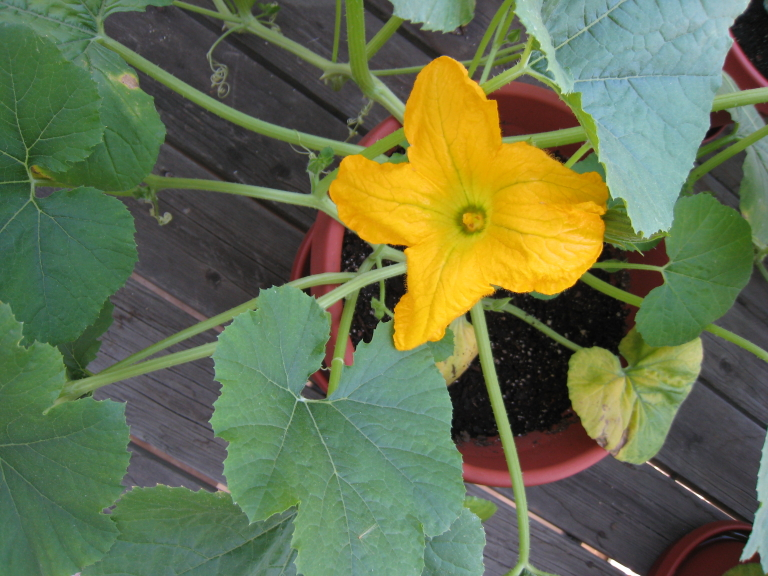
زهرة الذكر من قرع المعكرونة
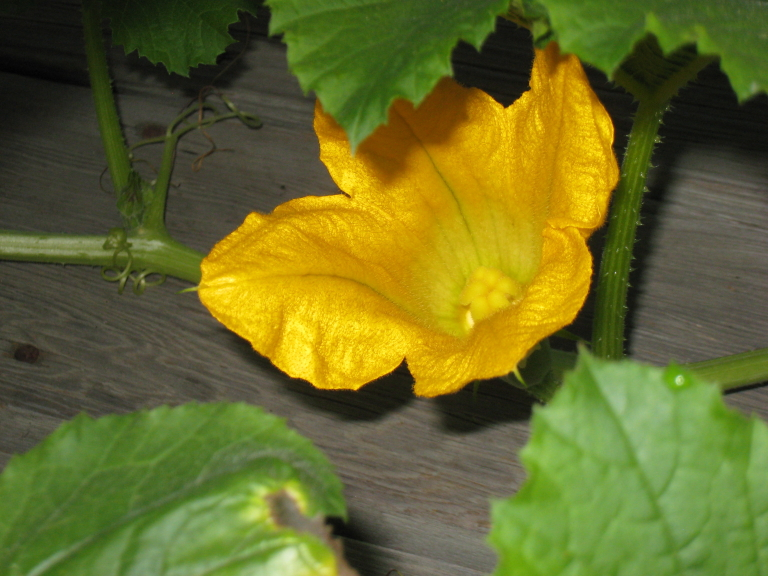
زهرة الأنثى من قرع المعكرونة
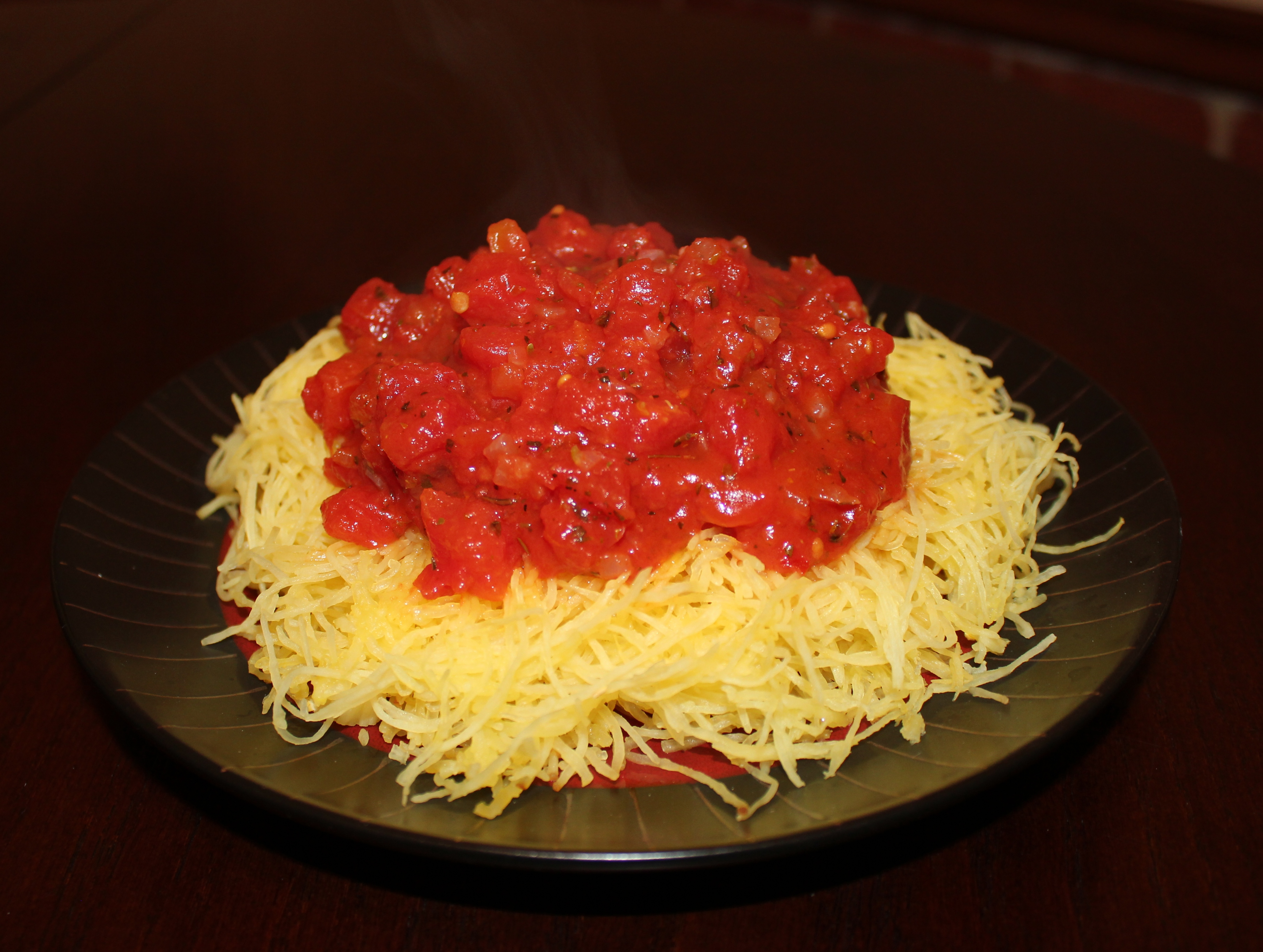
قرع المعكرونة يقدم بديلا صحيا للمعكرونة المحضرة من العجين
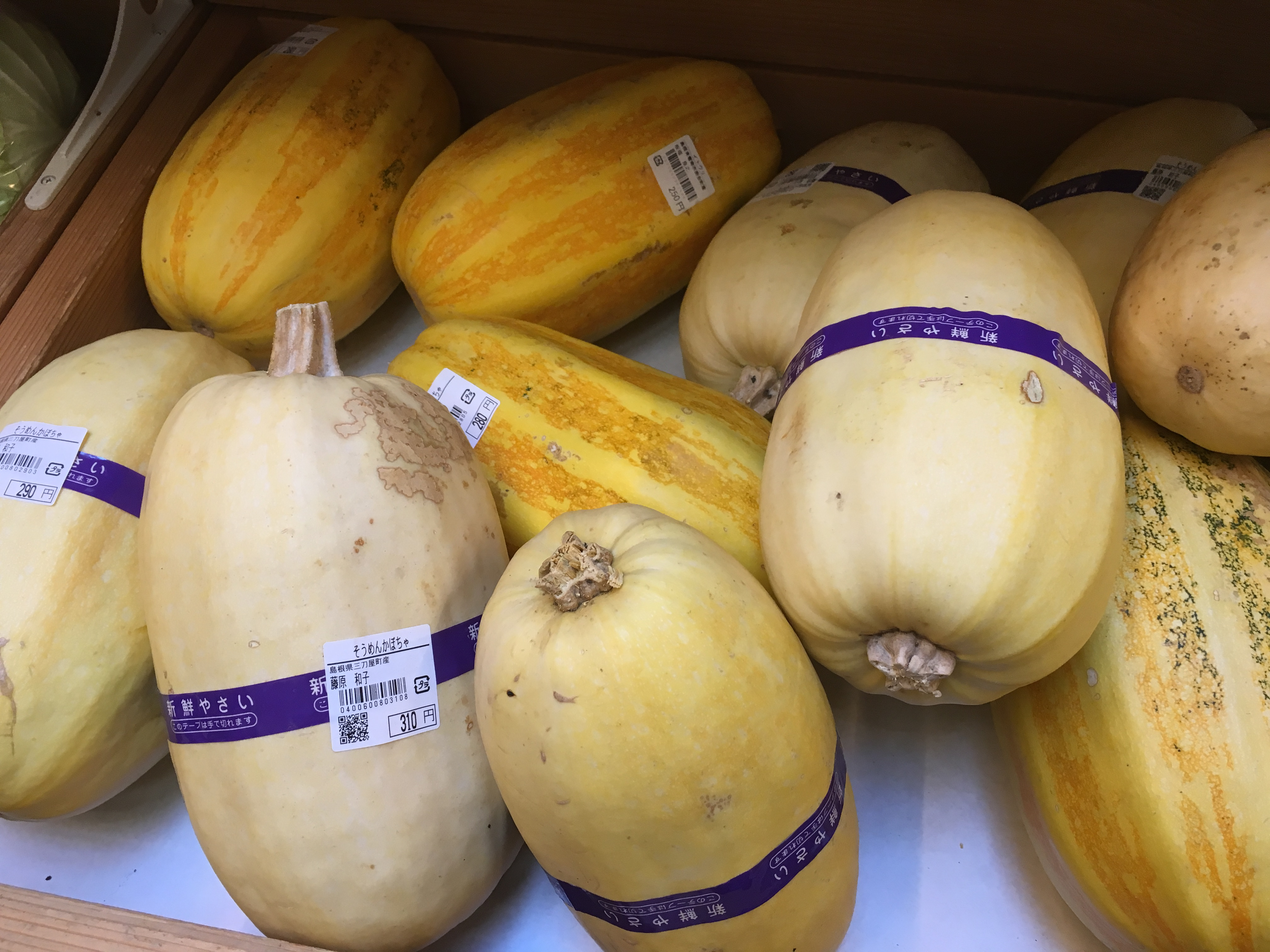
قرع المعكرونة يباع في إحدى أسواق اليابان

## روابط خارجية
- A.H. Beany؛ P.J. Stoffella؛ N. Roe؛ D.H. Picha (2002). "Production, fruit quality, and nutritional value of spaghetti squash". في J. Janick؛ A. Whipkey (المحررون). Trends in new crops and new uses. Alexandria, VA: ASHS Press. ص. 445–448.